# Adelina Gutiérrez
Carmen Adelina Gutiérrez Alonso (Santiago, 27 de maio de 1925 - 11 de abril de 2015) foi uma professora, cientista e académica chilena, pioneira da astrofísica em seu país. Foi a primeira chilena a obter um doutoramento em Astrofísica e a primeira mulher em integrar a Academia Chilena de Ciências.

## Biografia
Filha de Ramón Guitérrez e Carmen Alonso, estudou no Liceu Maria Auxiliadora de Santiago, de onde egressou em 1942. Posteriormente, iniciou a graduação de pedagogia em física e matemática, no Instituto Pedagógico da Universidade do Chile, onde formou-se como professora em 1948. Durante o seu período na Universidade, conheceu o cientista Hugo Moreno León, com quem casou-se em 1951 e teve três filhos.
Começou a exercer o trabalho de professora de ciências no Liceu Dario Salas e na Faculdade de Ciências Físicas e Matemáticas (FCFM) da Universidade do Chile, onde a partir de 1949 passou também a trabalhar no Observatório Astrônomico Nacional. Ali, dedicou-se inicalmente a esmiuçar os dados astronômicos obtidos por outros cientistas. Em seguida, desenvolveu-se no campo da fotometria fotoeletrica de estrelas austrais, tema que abordou em várias publiçações. Além disso, foi também acadêmica da FCFM.
No final da década de 50 viajou aos Estados Unidos para cursar o doutorado em Astrofísica, que concluiu em 1964, sendo a primeira chilena a alcançar este título acadêmico. Em seu retorno ao Chile, fundou, em conjunto com seu cônjuge e Claudio Anguita, a Licenciatura em Astronomia (1965), onde atuou como chefe de graduação. Posteriormente, também fundou o Mestrado em Astronomia (1976), ambos na Universidade do Chile.
Em 1967, começou a trabalhar junto com Hugo Moreno no recém-inaugurado Observatorio de Cerro Tololo. No mesmo ano, foi nomeada membro da Academia Chilena de Ciencias do Chile, sendo a primeira mulher e primeira astrônoma a alcançar esse posto. Vinte anos mais tarde, em 1987, se aposentou da Universidade do Chile. Entretanto, em 1990 Adelina retornou à Universidade com jornada especial de trabalho, até seu desligamento definitivo, em 1998. Em 2000, faleceu seu esposo e colega, com quem trabalhou em dezenas de publicações e trabalhos científicos.
Adelina faleceu no dia 11 de abril de 2015, aos 89 anos de idade, e foi sepultada no Parque del Recuerdo de Santiago.